# دون پاسکوال
دون پاسکوال یک اپرا بوفا یا اپرای کمدی در سه پرده است که توسط گائتانو دونیزتی ساخته شده‌است. اپرانامه ی این اثر ایتالیائی بوده که عمدتاً توسط جیوانی رافینی سروده شده و دونیزتی نیز در آن تغییراتی به وجود آورده‌است.
تا حدود نیم قرن، عموم مردم دونیزتی را به عنوان نویسنده اشعار این اپرا می‌شناختند، چرا که روفینی اجازه نداده بود نامش به عنوان سراینده آورده شود. تا اینکه هربرت واینزستاک تصدیق کرد که عمده این اثر، کار روفینی است و می‌بایست نام او به عنوان نویسنده اپرانامه قرار داده شود.
بر طبق نامه‌هایی که روفینی به مادرش می‌نوشته است؛ از این شاعر خواسته شده بود که اپرا نامه را، چه خوب و چه بد، هر چه سریع تر نوشته و تحویل دهد. روفینی اذعان می‌داشته که چون دونیزتی هنگام آهنگسازی بر روی اشعار وی، تغییرات زیادی اعمال کرده‌است، دیگر نمی‌تواند آن را اثر خود به حساب بیاورد و به این دلیل اجازه نمی‌دهد نامش بر روی این اشعار گذاشته شود.
داستان اپرای پاسکوال، که نسخه چاپی آن با نام مستعار " .M.A " منتشر شد، برگرفته از اپرای «سر مارکانتونیو» با نویسندگی «آنجلو آنلی» و آهنگسازی «استفانو پاوسی» است. نام مستعار .M.A, منتسب به Accursi است که این حق را به ناشر واگذار نمود و هیچگاه نامش به عنوان نویسنده اپرا مطرح نشد.
این اپرا، اولین بار در تاریخ ۳ ژانویه ۱۸۴۳ در تئاتر ` سال ونتادر ` پاریس به روی صحنه رفت که با استقبالی چشمگیر روبرو شد و در بین اپرا بوفاهای قرن نوزدهم، نقطه عطفی به حساب آمد.

## تاریخچه نمایش

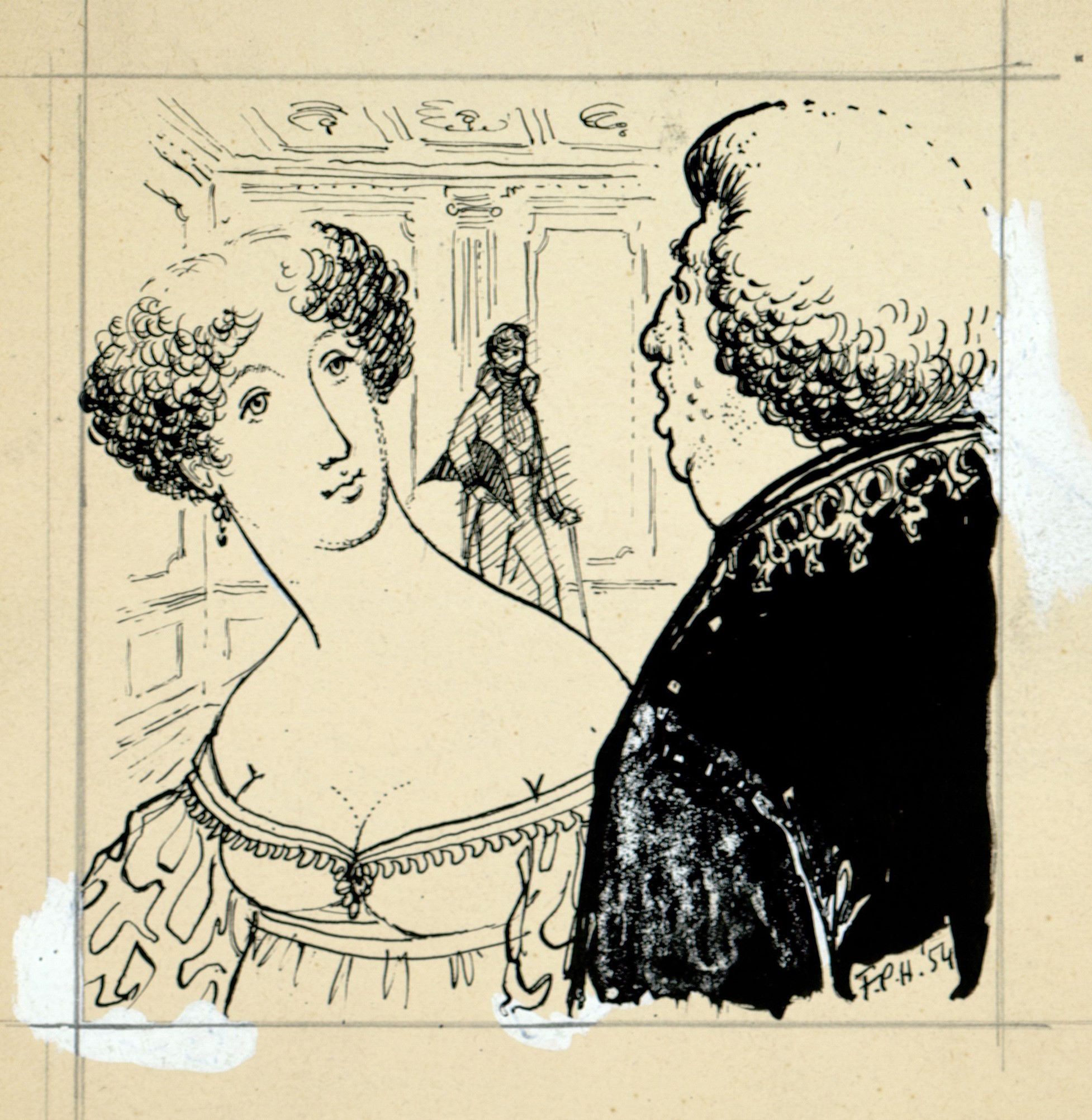
بخشی از طراحی دون پاسکوال

اولین اجرای این اپرا که با همراهی چهار تن از مشهورترین خوانندگان آن زمان به روی صحنه رفت، با موفقیتی چشمگیر همراه بود. از آن هنگام تا کنون، در بین ۶۶ اپرای دونیزتی، اپرای پاسکوال نه تنها به عنوان بهترین اپرای طنز این آهنگساز برجسته لقب گرفته، بلکه در زمره سه اپرا بوفای برتر به زبان ایتالیایی نیز به‌شمار می‌آید. در بین این سه اپرا بوفای برتر ایتالیایی، اکسیر عشق هم از دونیزتی بوده و اپرای دیگر آرایشگر شهر سویل از جواکینو روسینی است.
اولین اجرای دون پاسکوال در ایتالیا، به تاریخ ۱۷ آوریل ۱۸۴۳، در شهر میلان، خانه اپرای لا اسکالا به روی صحنه رفت و سپس در ۱۴ می همان سال، در وین، خانه اپرای Kartnertortheater اجرا شد. دونیزتی در اجرای وین، دوئت باریتون "cheti cheti, immantinente" را از اپرای اجرا نشده "فرشته نیسیدا" برداشته و به این اپرا اضافه نمود. اپرای پاسکوال سپس به تاریخ ۲۹ ژوئن ۱۸۴۳ در خانه تئاتر Her Magesty`s - لندن هم به نمایش در آمد.
این اپرا توسط گوستاو وائز و آلفونز رویر به زبان فرانسه ترجمه شد و در لیل (فرانسه) به اجرا در آمد همچنان که در نقاط دیگر دنیا از جمله بروکسل، نیو اورلئان و سیدنی نیز به روی صحنه رفت.
از زمان جنگ جهانی دوم تا حال، این اپرا بارها و بارها به نمایش در آمده و مبنی بر آمار موجود در بانک اطلاعاتی اپراها، طی سال‌های پس از ۲۰۱۲، بیش از ۴۰۱ بار در ۶۶ نقطه مختلف دنیا به اجرا گذشته شده‌است که این خود اپرای دون پاسکوال را در زمرهٔ با اهمیت‌ترین اپراها قرار می‌دهد.

## نقش‌ها
| نقش                                   | گونه صدا   |
| ------------------------------------- | ---------- |
| دون پاسکوال، یک مرد مجرد و سن دار     | باس        |
| دکتر مالاتستا، پزشک دون پاسکوال       | باریتون    |
| ارنستو، برادر زاده پاسکوال            | تنور (صدا) |
| نورینا، یک بیوه جوان و معشوقه ارنستو  | سوپرانو    |
| کارلینو، پسر عموی مالاتستا و دفتر دار | باس        |
| چند خدمتگزار                          |            |

## خلاصه

### پرده یک
نمای یک تا سه: اتاقی در خانه دون پاسکوال، ساعت ۹
ارنستو از ازدواج با زنی که عمویش دون پاسکوال برایش پیدا کرده، سر باز زده و در نتیجه از ارث محروم شده‌است. او عاشق زنی بیوه و فقیر شده‌است. دون پاسکوال هم به دلیل خود سرانه گی‌های ارنستو، تصمیم می‌گیرد که خود، با وجود داشتن سنی بالا، ازدواج کند و صاحب فرزند شود و بدین منظور، از دکتر مالاتستا کمک می‌گیرد. دکتر مالاتستا که قرار است احمقانه بودن این تصمیم را به طریقی به پاسکوال بفهماند، پیش وی میاید، اما در ابتدا وانمود می‌کند که قصدش پیدا کردن همسری مناسب برای اوست. مالاتستا که بی قراری پاسکوال را برای ازدواج می‌بیند، زیر لب او را پیرمردی خرفت می‌نامد اما به ظاهر خود را موافق نشان داده و شروع به تعریف و تمجید از زنی که برایش در نظر گرفته می‌کند(Bella siccome un angelo – Beautiful like an angel).
دون پاسکوال دکتر را تحت فشار می‌گذارد که بگوید این عروس کیست و مالاتستا هم با تواضع و بیانی شیرین اذعان میدارد که دختری که برایش در نظر گرفته، خواهرش است. شادی و هیجان تمام وجود پاسکوال را فرا می‌گیرد و دلش می‌خواهد همان لحظه همسر آینده اش را ببیند. دون پاسکوال، دکتر مالاتستا را می‌فرستد تا خواهرش را بیاورد و سپس آوازی عاشقانه سر می‌دهد(Ah, un foco insolito – A sudden fire).
ارنستو می‌آید و شور و شعف عمویش را برای ازدواج می‌بیند. او از عمویش می‌پرسد که آیا برای این کار با دکتر مالاتستا مشورت کرده‌است یا خیر؛ که با پاسخ پاسکوال در می‌یابد نه تنها دکتر با این امر موافق است، بلکه می‌خواهد خواهرش را هم به همسری وی درآورد. ارنستو این رفتارها را خیانتی آشکار می‌نامد و احساس بدبختی می‌کند(Mi fa il destino mendico – Fate has made a beggar of me). سپس به معشوقه اش نورینا، نامه ایی می‌نویسد و به او می‌گوید که دیگر همه چیزش را از دست داده و چاره ایی نیست جز این که با هم فرار کنند.
نمای چهار و پنج: آپارتمان نورینا
نورینا تنها نشسته و کتاب می‌خواند. او قسمتی از کتاب را از بر و با کلامی موزون می‌خواند و آن را شبیه زندگی کنونی و موقعیت خودش می‌یابد(So anch'io la virtù magica – I too know your magical virtues). او قرار است با دکتر مالاتستا همدستی کند و بی صبرانه منتظر اوست تا بیاید و نقشه اش را بگوید. در همان موقع، یک خدمتکار نامه ارنستو را می‌آورد؛ نورینا با عجله نامه را می‌خواند و بسیار نگران می‌شود.
مالاتستا سر می‌رسد و نورینا را در جریان کلکی که می‌خواهد به دون پاسکوال بزند می‌گزارد. اما نورینا صحبتش را قطع می‌کند و نامه را به او نشان می‌دهد. مالاتستا با صدای بلند، نامه را اینطور می‌خواند: "ارنستو قصد دارد از رم برود و سپس اروپا را هم ترک کند!" دکتر با زیرکی به نورینا اطمینان می‌دهد که این اتفاق نخواهد افتاد و نقشه‌اش را را بازگو می‌کند؛ به این ترتیب که نورینا باید نقش خواهر دکتر را بازی کند و پسر عموی مالاتستا هم نقش دفتر دار را؛ سپس طی یک مراسم عروسی ساختگی، پیرمرد را فریب داده و به خواسته‌هایشان خواهند رسید. نورینا قبول می‌کند و آن دو با شور و شعف و با یک آواز دو نفره(Pronta son; purch'io non manchi – I am ready; if I do not miss)، مراحل به سر انجام رسیدن نقشه‌شان را به هم گوشزد می‌کنند.

### پرده دو
تالاری در خانه دون پاسکوال
ارنستو در تنهایی به سرنوشت خود لعنت می‌فرستد و به ترک رم فکر می‌کند (Cercherò lontana terra – I shall seek a distant land)، سپس از اتاق بیرون میرود. پاسکوال با جامه ایی مفخر اما قدیمی وارد می‌شود. خدمتکارانش نیز پشت سرش می‌آیند؛ تمامی مراحل استقبال از دکتر مالاتستا به آن‌ها آموزش داده شده‌است. پاسکوال با لباس پرتجمل خود قدم می‌زند و امیدوار است زیر زرق و برق این لباس، سن خود را مخفی کند.
مالاتستا و نورینا با هم وارد می‌شوند و مالاتستا زن جوان را خواهرش "سفورینا"، دختری تازه از صومعه برگشته، معرفی می‌کند. پاسکوال در نگاه اول عاشق می‌شود و سفورینا (در واقع نورینا) نیز با زیرکی خود را زنی وظیفه شناس، متواضع و مطیع نشان می‌دهد. پاسکوال از زن جوان تقاضای ازدواج می‌کند، نورینا هم موافقت می‌کند. شادی تمام وجود پیرمرد را فرا می‌گیرد و فوری دستور می‌دهد برای ثبت عقد رسمی، سردفتری را به آنجا بیاورند. دکتر مالاتستا هم می‌گوید که قبلاً فکر همه چیز را کرده و سردفتر را نیز با خود آورده‌است.
مالاتستا شروع به خواندن دفاتر و اسناد می‌کند و خدمتکاران به سرعت میزهای غذا را آماده می‌کند. دفتر دار در جایی می‌نشیند و عقد نامه را طبق دستورهای مالاتستا و پاسکوال می‌نویسد (Fra da una parta – Between, on one hand). در این عقدنامه، دون پاسکوال تمامی دارایی اش را در اختیار همسر آینده‌اش می‌گذارد. عقدنامه سریعاً تنظیم می‌شود دون پاسکوال آن را امضا می‌کند. تا نوبت به امضای نورینا می‌رسد، ارنستو وارد می‌شود. او با دیدن نورینا در کنار عمویش بسیار شگفت زده می‌شود اما به سفارش مالاتستا، هیچ عکس‌العملی نشان نمی‌دهد و به تبریک و شاد باش گویی اکتفا می‌کند.
زمان آن فرا رسیده که نورینا عقدنامه را امضا کند، ولی او طبق نقشه سرباز می زند و دون پاسکول را مردی بی نزاکت لقب می‌دهد که باید به او درس ادب داده شود. سفورینای نجیب و باوقار، یکباره در حضور همه به زنی غر غرو و سلیطه تبدیل می‌شود و پاسکوال را به همسری نمی‌پذیرد مگر اینکه همه شرط‌هایش را قبول کند؛ از جمله داشتن خدمتکاران بیشتر و ترجیحاً خوش تیپ تر، خرید لباس، جواهرات و اسباب خانه مجلل، داشتن کالسکه و اسب‌های متعدد و رفتن به گردش‌های شبانه با ارنستو!
پاسکول با دیدن این تغییر رفتار از حال می‌رود و مالاتستا به اصرار او را به استراحت وامیدارد. در حالیکه که پاسکوال از امر و نهی‌های نو عروسش وحشت زده شده، مالاتستا و ارنستو به سختی می‌توانند جلوی خنده و شادی خود را بگیرند(È rimasto là impietrato – He stands there, petrified).

### پرده سه
نماهای ۱ تا ۵ - اتاقی در خانه دون پاسکوال

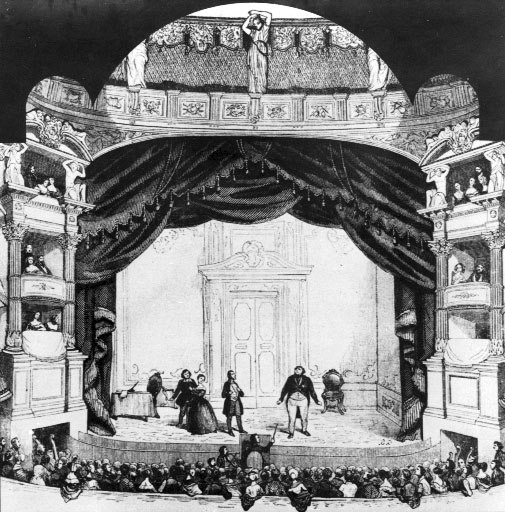
صحنه‌ای از دون پاسکوال در سالن سال ونتادور پاریس (۱۸۴۳)

پاسکوال در اتاقی نشسته و دور تا دورش پر لباس‌ها و جواهراتیست که نورینا خریده و خدمتکارانی که مدام در حال آمد و رفت به آپارتمان نورینا هستند (I diamanti presto presto – The diamonds, quickly, quickly). با دیدن مبلغ هنگفت فاکتورها و رسیدها، بالاخره دون پاسکوال به خود جرات می‌دهد که در مقابل این رفتار ظالمانه همسرش بایستد. نورینا پیدایش می‌شود، او در لباس زیبا و فاخری می‌درخشد و برای بیرون رفتن آماده می‌شود. پیرمرد سعی می‌کند علت رفتارهای او را جویا شود اما زن جوان توجهی به او نمی‌کند (Signorina, in tanta fretta – Madam, where are you off to in such a hurry)؛ پاسکوال تهدید می‌کند که اگر از خانه بیرون برود دیگر اجازه بازگشت نخواهد داشت، اما نورینا نه تنها بی‌تفاوت به کار خود ادامه می‌دهد (Via, caro sposino – There, there, dear little husband) بلکه در آخر کشیده ایی هم به پاسکوال می‌زند.
هنگام خروج، نامه ایی از دست نورینا می‌افتد که نشان از قرار ملاقات او با معشوقش در باغ دارد. پاسکوال نامه را برمی‌دارد و پس از خواندن آن بی‌درنگ مالاتستا را احضار می‌کند. مستخدمین سخت مشغولند و از حجم زیاد کار شکایت دارند، اما از طرفی دیگر رابطه خنده دار پاسکوال و همسرش موجب سرگرمی و بذله گویی‌شان شده و فضای شادی را برایشان به وجود آورده‌است (Che interminabile andirivieni! – Such endless coming and going). مالاتستا و ارنستو هم در لحظه برخورد با یکدیگر، به ماجراهای مضحک و سرگرم‌کننده‌ای که در پیش است، می‌خندند، سپس مالاتستا قسمت دوم نقش اش را برای ارنستو بازگو می‌کند.
دکتر پیش پاسکوال می‌رود و با عرض تبریک وارد می‌شود. پاسکوال از بخت بد خود می‌نالد و او را در جریان وعده ملاقات و بی‌وفایی نورینا قرار می‌دهد، سپس می‌گوید که قصد دارد از این زن شکایت کند. دکتر مالاتستا پاسکوال را آرام می‌کند و از او می‌خواهد کمی ملایم تر رفتار کند. پاسکوال هم که دکتر را دوست و امین خود می‌داند، به حرفهایش گوش می‌کند و تصمیم می‌گیرد طبق نظر مالاتستا و جور دیگری از نورینا انتقام بگیرد (Aspetta, aspetta, cara sposina – Wait, wait, dear little wife).
نمای ۶ و ۷ - باغ مجاور خانه پاسکوال
شب فرا می‌رسد و ارنستو در باغ منتظر معشوقه اش نوریناست؛ او آوازی عاشقانه می‌خواند (Com'è gentil – How lovely). نورینا می‌آید و او نیز به ارنستو ابراز عشق می‌کند (Tornami a dir che m'ami – Tell me once more that you love me). پاسکوال و ارنستو هم آمده‌اند و و از دور نظاره‌گر هستند. کمی بعد، پاسکوال و ارنستو برای مچگیری جلو میایند اما ارنستو به محض دیدن آنها، خودش را لای جامه ایی بلند قایم می‌کند و به سرعت به طرف خانه می‌دود. پاسکوال با نورینا روبرو می‌شود و به خاطر خیانتی که کرده، به او تف و لعنت می‌فرستد و دستور می‌دهد که خانه را ترک کند، اما نورینا نمی‌پذیرد. مالاتستا مداخله می‌کند و تظاهر می‌کند که در حال راضی کردن نورینا (یا همان سفورینا) به ترک خانه است. سپس پیش پاسکوال آمده و می‌گوید که تنها راهی که بتوان نورینا/سفورینا را از خانه بیرون کرد، این است که بگذارند با ارنستو ازدواج کند. پاسکوال هم که دیگر تحمل وجود این زن را ندارد، موافقت می‌کند.
پیرمرد به طرف خانه می‌رود و ارنستو و مستخدمین را فرا می‌خواند. او به ارنستو دستور می‌دهد که برود و سفورینا را هم بیاورد. در این هنگام دکتر مالاتستا برملا می‌سازد که زنی که پاسکوال فکر می‌کرده قرار است همسرش شود، در واقع نورینا، همان بیوه جوانیست که ارنستو عاشقش بوده و به خاطر علاقه به او، از ازدواج با مورد پیشنهادی عمویش سر باز زده است و سفورینای واقعی -خواهر مالاتستا- هنوز در صومعه به سر می‌برد.
پاسکوال شرمسار می‌شود و به نادرست بودن تصمیم خود، یعنی ازدواج در کهنسالی، پی‌می‌برد و در آخر، همگی با هم آشتی می‌کنند. در پایان، نتیجه این داستان -ازدواج نکردن در پیری- در آوازی چهار نفره بیان می‌شود(La moral di tutto questo – The moral of all this).